# Ridgeway (Wisconsin)
Pour les articles homonymes, voir Ridgeway (homonymie).
Ridgeway est un village du comté d'Iowa, dans l'État du Wisconsin, aux États-Unis. En 2020, il comptait une population de 624 habitants.